# La strada di spine
La strada di spine (Der Weg der Grete Lessen) è un film muto del 1920 diretto da Rudolf Biebrach che ha come protagonista nel ruolo di Grete Lessen l'attrice berlinese Lotte Neumann. Tra il nome degli altri interpreti del film compare anche quello del regista.
Il soggetto - quello di un padre che tortura la propria figlia a causa del suo amore per la madre - si basa su Arme Mädchen, un romanzo di Paul Lindau pubblicato nel 1887.

## Produzione
Il film fu prodotto dalla Maxim-Film Ges. Ebner & Co (Berlin).

## Distribuzione
La prima del film - che in Germania ebbe il visto di censura nel marzo 1920 - si tenne il 3 maggio 1920 al cinema Kali di Berlino. Altre fonti riportano la data di uscita del film in sala al 1919.